# Edmund McMillen
Edmund Charles McMillen (Santa Cruz, 2 maart 1980) is een Amerikaans computerspelontwikkelaar.
McMillen maakt veel van zijn spellen in Adobe Flash en bracht in 2012 The Basement Collection, een collectie van veel van zijn Flash-spellen ontwikkeld tussen 2006 en 2009, uit. In 2012 was McMillen te zien in Indie Game: The Movie waar hij samen met Tommy Refenes gevolgd werd tijdens de ontwikkeling van Super Meat Boy.

## Ontwikkelde spellen
| Titel                             | Platform                                    | Samenwerking              | Release | opmerking                                                                      |
| --------------------------------- | ------------------------------------------- | ------------------------- | ------- | ------------------------------------------------------------------------------ |
| Carious Weltling                  | Adobe Flash                                 | Caulder Bradford          | 2003    |                                                                                |
| Gish                              | Linux, OS X, Windows                        | Cryptic Sea               | 2004    | Edmund's eerste steam release                                                  |
| Blast Miner                       | Windows                                     | Cryptic Sea               | 2006    |                                                                                |
| Tri-achnid                        | Adobe Flash                                 | Florian Himsl             | 2006    |                                                                                |
| Cereus Peashy                     | Adobe Flash                                 | Diverge Creations         | 2007    |                                                                                |
| Host                              | Adobe Flash                                 | Diverge Creations         | 2007    |                                                                                |
| Guppy                             | Adobe Flash                                 | Florian Himsl             | 2007    |                                                                                |
| Coil                              | Adobe Flash                                 | Florian Himsl             | 2008    |                                                                                |
| Meat Boy                          | Adobe Flash                                 | Jonathan McEntee          | 2008    |                                                                                |
| Cunt                              | Adobe Flash                                 |                           | 2008    |                                                                                |
| Aether                            | Adobe Flash                                 | Tyler Glaiel              | 2008    |                                                                                |
| Grey-Matter                       | Adobe Flash                                 | Tommy Refenes             | 2008    |                                                                                |
| Spewer                            | Adobe Flash                                 | Eli Piilonen              | 2009    |                                                                                |
| Time Fcuk                         | Adobe Flash                                 | William Good              | 2009    |                                                                                |
| Super Meat Boy                    | Linux, OS X, Windows, Xbox 360              | Tommy Refenes (Team Meat) | 2010    | doorbraak gevend in zijn carrière                                              |
| The Binding of Isaac              | Adobe Flash, Linux, OS X, Windows           | Florian Himsl             | 2011    |                                                                                |
| The Basement Collection           | Adobe Flash, Linux, OS X, Windows           | Tyler Glaiel              | 2012    | collectie van eerder ontwikkelde Flash-spellen                                 |
| Facist                            | Adobe Flash                                 | Tommy Refenes             | 2014    | gemaakt in een Game jam                                                        |
| The Binding of Isaac: Rebirth     | Windows, Linux, OS X, PS4, PlayStation Vita | Nicalis                   | 2014    | remake van The Binding of Isaac                                                |
| Fingered                          | Windows                                     | James Id                  | 2015    |                                                                                |
| The Binding of Isaac: Afterbirth  | Windows, Linux, OS X, PS4, Xbox One         | Nicalis                   | 2015    | eerste DLC voor The Binding of Isaac: Rebirth                                  |
| The Binding of Isaac: Afterbirth+ | Windows, OS X, Linux, Nintendo Switch, PS4  | Nicalis                   | 2017    | tweede DLC voor The Binding of Isaac: Rebirth                                  |
| The End is Nigh                   | Windows, OS X, Linux, PS4, Nintendo Switch  | Tyler Glaiel              | 2017    |                                                                                |
| The Legend of Bum-bo              | Windows                                     | James Id                  | 2019    | prequel gebaseerd op het plot van The Binding of Isaac: Rebirth                |
| Mew-Genics                        | Android, iOS, Windows                       | Tyler Glaiel              | N.n.b.  | geannuleerd onder Team Meat, maar wordt sinds 2018 voortgezet met Tyler Glaiel |